# 134. вечити дерби у фудбалу
134. вечити дерби у фудбалу је фудбалска утакмица одиграна у Београду 5. октобра 2008. године, између Црвене звезде и Партизана. Утакмица се завршила резултатом 2 : 0 (0 : 0) за Партизан.